# Hermine von Parish

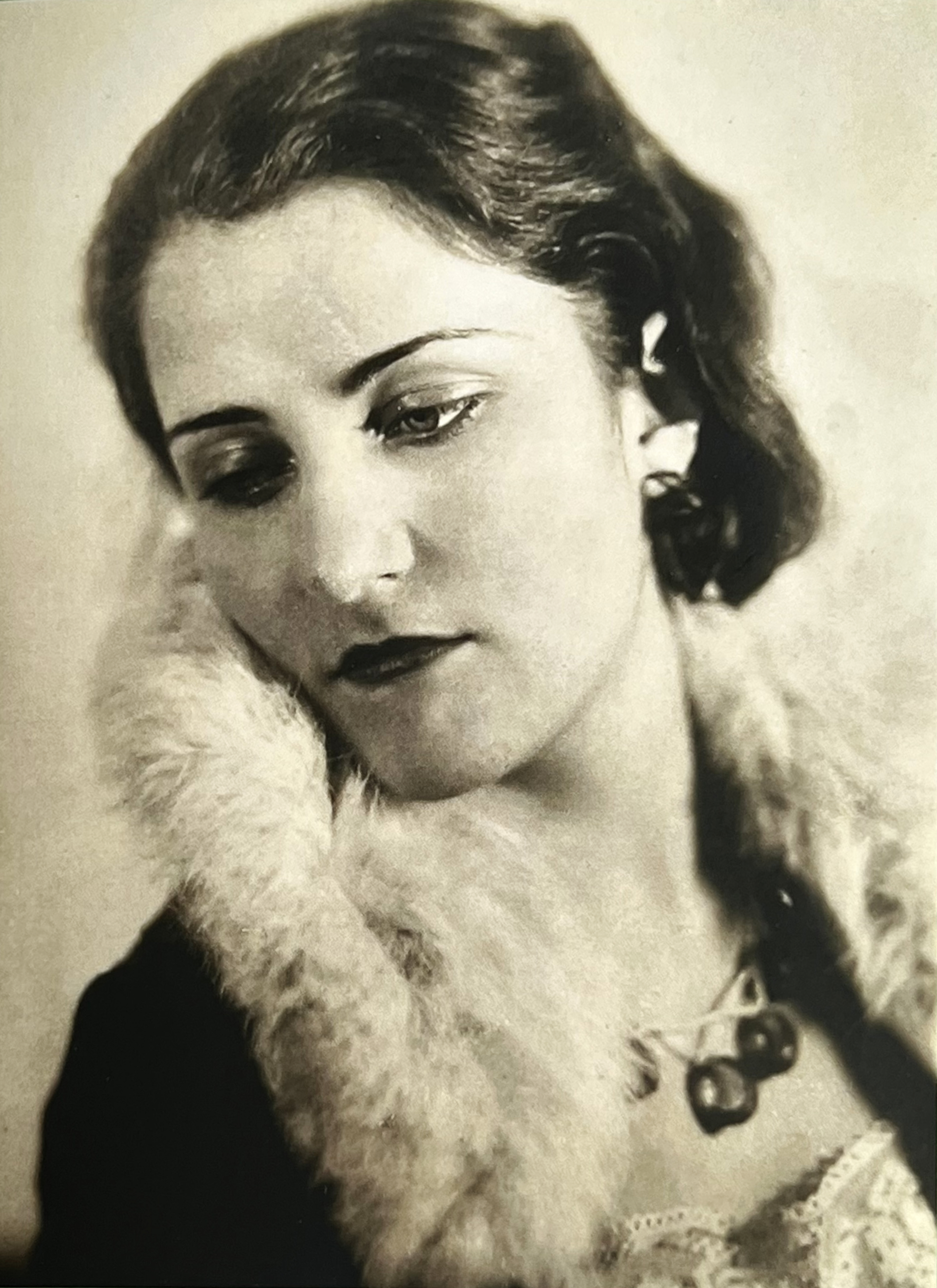
Hermine von Parish, Fotopostkarte, unbekannter Fotograf, 1930–1932

Hermine Elisabeth „Harriet“ von Parish (* 10. April 1907 in Rom; † 31. Oktober 1998 in München) war eine Künstlerin und Kunstlehrerin sowie Gründerin und Stifterin der Von Parish Kostümbibliothek in München.

## Herkunft und Familie
Hermine Elisabeth „Harriet“ von Parish wurde während eines Aufenthaltes ihrer Eltern 1907 in Rom geboren. Ihr Vater, Edmund von Parish (Hamburg 1861–1916 München), stammte aus der bedeutenden Hamburger Kaufmannsfamilie von Parish. Sein Urgroßvater John Parish (Leith/Schottland 1742–1829 Bath/England) kam 1756 aus Schottland nach Hamburg. Große internationale Handels- und Finanztransaktionen machten ihn und seine Söhne zu den reichsten Männern ihrer Zeit. Letzte Reste dieses Erbes gingen auch auf Hermine von Parish über.
Ihre Mutter, Hermine Viktoria von Parish (München 1881–1966 München), war Tochter des aus Ungarn stammenden Genremalers Emanuel Spitzer (Pápa 1844–1919 Waging am See), der seit 1871 in München wirkte und Erfinder des Bilddruckverfahrens „Spitzertypie“ war. Hermine von Parish entstammte der zweiten Ehe ihres Vaters. Aus dessen erster Ehe mit Georgine Jung, die von 1890 bis 1901 bestand, stammen die drei Halbgeschwister Helena, Richard und John von Parish, aus der Beziehung mit Helene Martha Heines die drei Halbgeschwister Edmund Heines, Martha und Oskar Heines.

## Ausbildung und berufliche Stationen bis 1945
Eine durchgängige Schulausbildung erhielt Hermine von Parish jun. nicht, ihre Mutter unterrichtete sie gelegentlich selbst. Im Bereich der Kunstgeschichte und Kostümgeschichte, ihrem späteren Arbeitsfeld, war sie Autodidaktin; ihre Kenntnisse eignete sie sich durch intensive Lektüre im Selbststudium an.
Da nach dem Tod des Vaters 1916 das Erbe in München in den Kauf der Villa Kemnatenstraße 50 (damals Wotanstraße) investiert wurde, mussten Mutter und Tochter bald selbst für ihren Lebensunterhalt aufkommen. Hermine von Parish arbeitete in der von der Mutter seit den frühen 1920er Jahren erfolgreich betriebenen „Manufaktur für künstlerische Kostüm- und Trachtenpuppen“ mit, die mindestens bis Ende 1948 existierte. 1938 erhielt sie von der Reichskulturkammer eine Berechtigung zur Berufsausübung als Entwerferin und Herstellerin von Künstlerpuppen. Parallel dazu wurde von Mutter und Tochter der Aufbau der Kostümbildsammlung und Bibliothek kontinuierlich weiter betrieben.

## „Von Parish Schule für freie und angewandte Kunst“ (1946–1973)
Als 1945, nach dem Zweiten Weltkrieg, eine Einquartierung von Umsiedlern in der Nymphenburger Villa bevorstand und damit die Auslagerung der Kostümbibliothek drohte, gründete Hermine von Parish sen., die sich selbst als „Kunstmalerin“ bezeichnete, im Haus die „von Parish Schule für freie und angewandte Kunst“. Die Genehmigung der amerikanischen Besatzungsbehörde dafür datiert vom 17. Dezember 1945. Ab 8. August 1946 betrieben zunächst Mutter und Tochter die staatlich anerkannte private Kunstschule gemeinsam. Ab 1956 führte sie Hermine von Parish jun. mit alleiniger Lehrbefugnis im Atelier des 2. Obergeschosses der Villa. Der Lehrplan umfasste die Hauptfächer Zeichnen (Akt, Kopf, Figur, Entwurfs- und Modezeichnen), Malen, Modellieren, Illustration, Gebrauchsgrafik, Bühnenbild und Innenarchitektur. Hilfsfächer waren Kunstgeschichte sowie Stil- und Kostümkunde, die Hermine von Parish persönlich lehrte. In ihrem Unterricht wurden das Bildarchiv, die Bücher und die Grafiksammlung als Anschauungsmaterial genutzt, auch unternahm sie mit den Schülern diverse Ausstellungsbesuche und Exkursionen, unter anderem 1956 nach Paris. Nach sechs Semestern konnte eine Abschlussprüfung in Anwesenheit eines Regierungsvertreters abgelegt werden.
Prominente Dozenten an der „von Parish Schule für freie und angewandte Kunst“ waren Eduard Aigner, akademischer Maler, Dürer-Preisträger und Mitglied der Ausstellungsleitung im Haus der Kunst, der Plakatkünstler Eugen Maria Cordier, 1953 bis 1973 Charles Crodel, Akademieprofessor für Malerei und Graphik, Rudolf Kriesch, Grafiker und Zeichner beim Simplicissimus, sowie Max Unold, Maler im Stil der Neuen Sachlichkeit. Zu den Schülern zählten, neben anderen, der Maler und Grafiker René Böll, Sohn von Heinrich Böll, und Andreas Baader, späterer Mitbegründer der RAF.
Neben der Lehrtätigkeit in der von ihr betriebenen Kunstschule unterrichtete Hermine von Parish zudem Kunstgeschichte und Kostümkunde an der Otto-Falckenberg-Schule der Münchner Kammerspiele (1957–1960) und am Staatlichen Berufspädagogischen Institut München (1960–1966).
1970 verkaufte Hermine von Parish im Alter von 63 Jahren ihre Villa mit Grundstück der Stadt München, blieb jedoch darin wohnen; Bibliothek und Sammlung wurden in Form einer Schenkung übereignet. Seitdem ist das Haus dem Münchner Stadtmuseum als externe Abteilung angeschlossen, die Hermine von Parish selbst mit Hilfe wissenschaftlicher Mitarbeiterinnen bis zu ihrem Tod 1998 leitete.
Für ihre Verdienste erhielt Hermine von Parish 1980 die Medaille „München leuchtet“ in Gold und posthum 2007 für ihr Lebenswerk den „Preis zur Bewahrung Europäischen Kulturerbes“. 2018 ehrte sie die Stadt München mit der Benennung der Hermine-von-Parish-Straße in Pasing-Obermenzing.

## Werke
- Hermine Harriet von Parish: Das Kostümforschungs-Archiv. In: Münchner Stadtmuseum. Heft entstanden in Zusammenarbeit des Münchner Stadtmuseums und der Krauss-Maffei AG. München o. J., o. S.
- Hermine Parish, Erwin Heckner (Hg.), Ausst.kat. Allongeperücke und Schleppenkleid 1670 – 1730. Kostüme aus der Zeit des Max Emanuel. Münchner Stadtmuseum, 5.8.–3.10.1976, München 1976.
- Hermine Harriet von Parish: Das Museum und seine Sammlungen – v.-Parish-Kostümforschungs-Institut. In: Bayerland. Titel: Das Münchner Stadtmuseum. München, 84. Jg., 1. Januar 1982, H. 1, S. 42–44.
- Hermine von Parish: Bibliothek und Dokumentation des Kostümforschungsinstituts von Parish in München. In: Bayern BFB. Hg. v. der Generaldirektion der Bayerischen Staatlichen Bibliotheken. München / New York / London / Paris, 18. Jg., 1990, S. 302–311.